# Fajã de João Dias

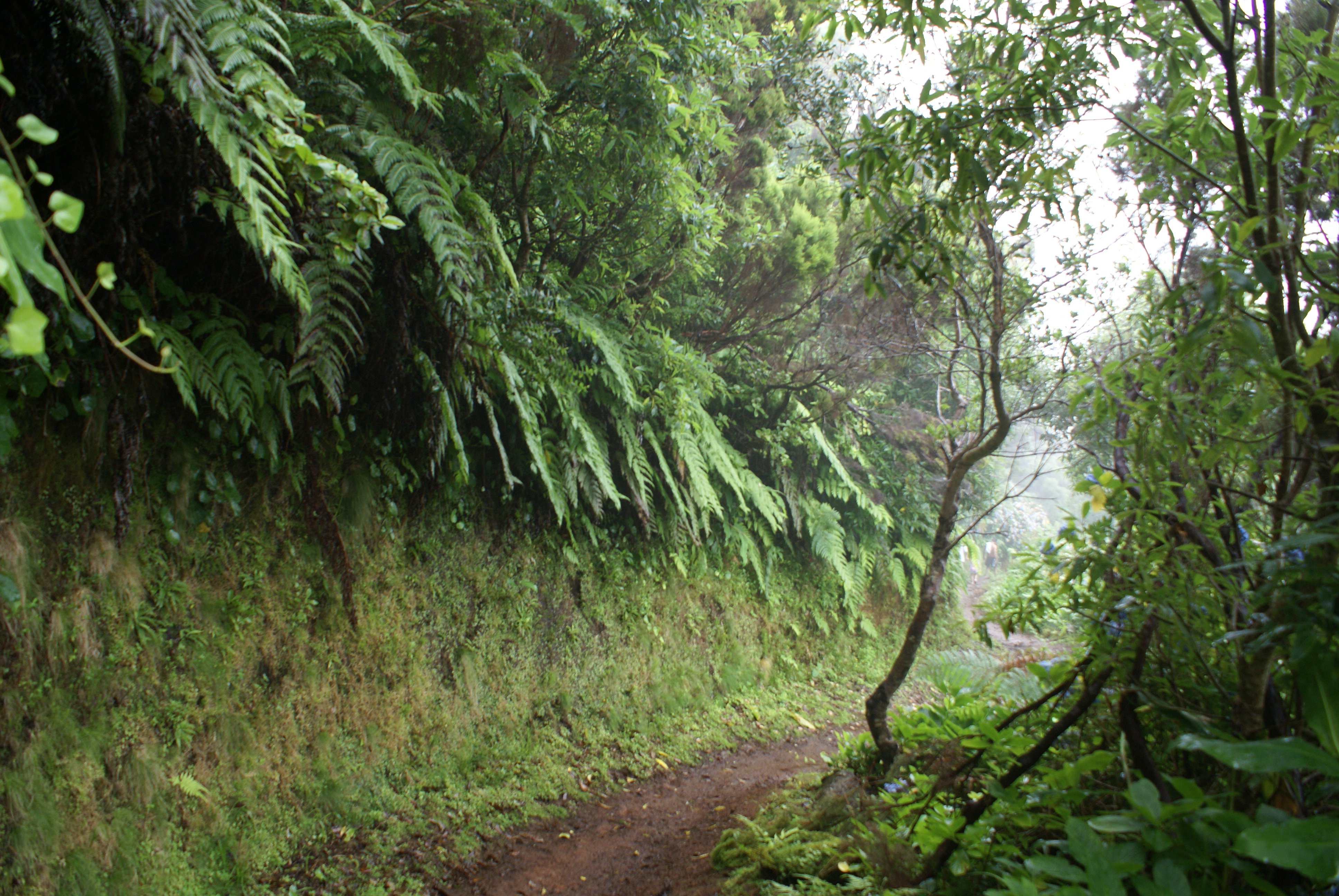
Fajã João Dias, aspecto da vereda de acesso, destaque para a flora da macaronésia.

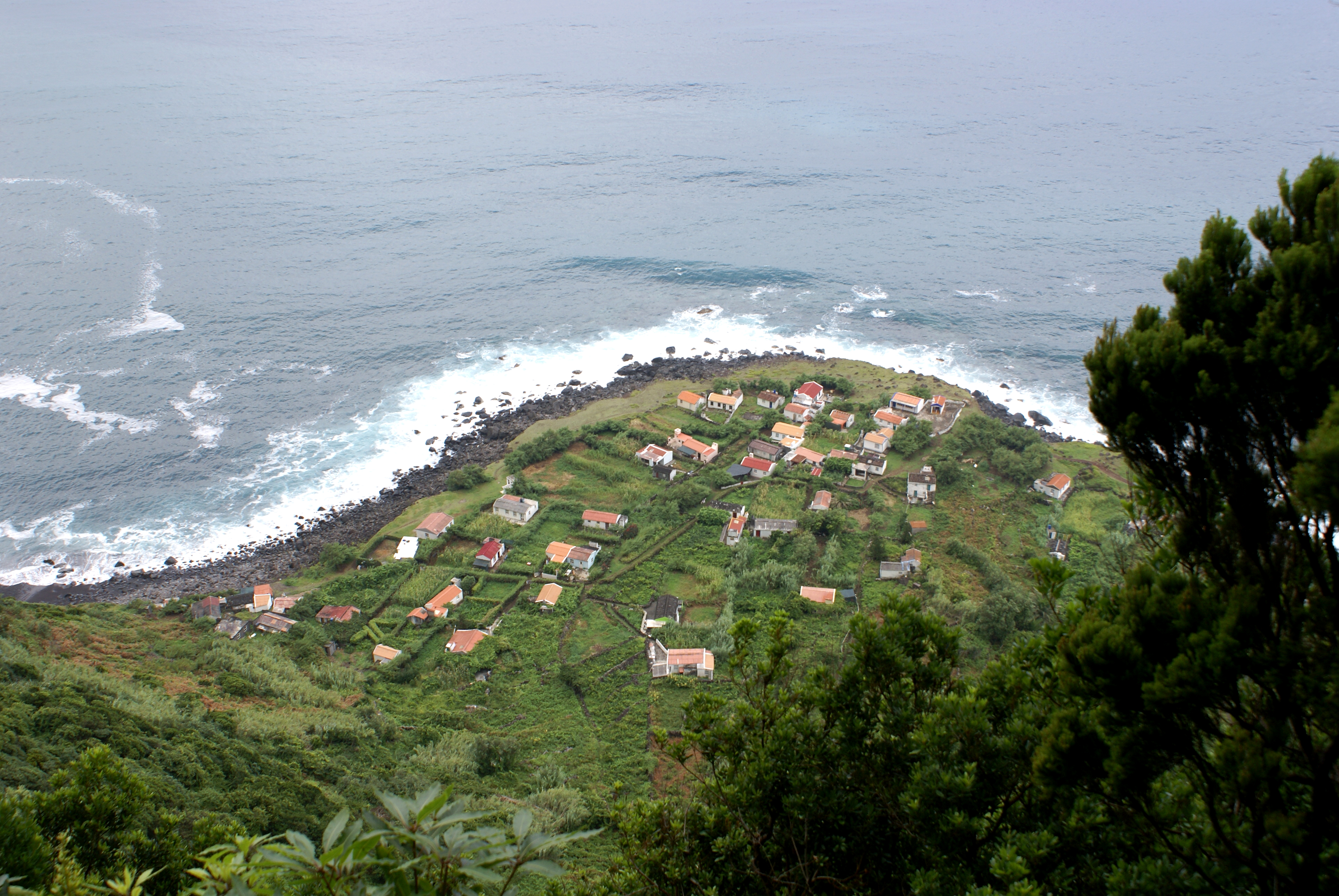
Fajã João Dias, vista parcial.

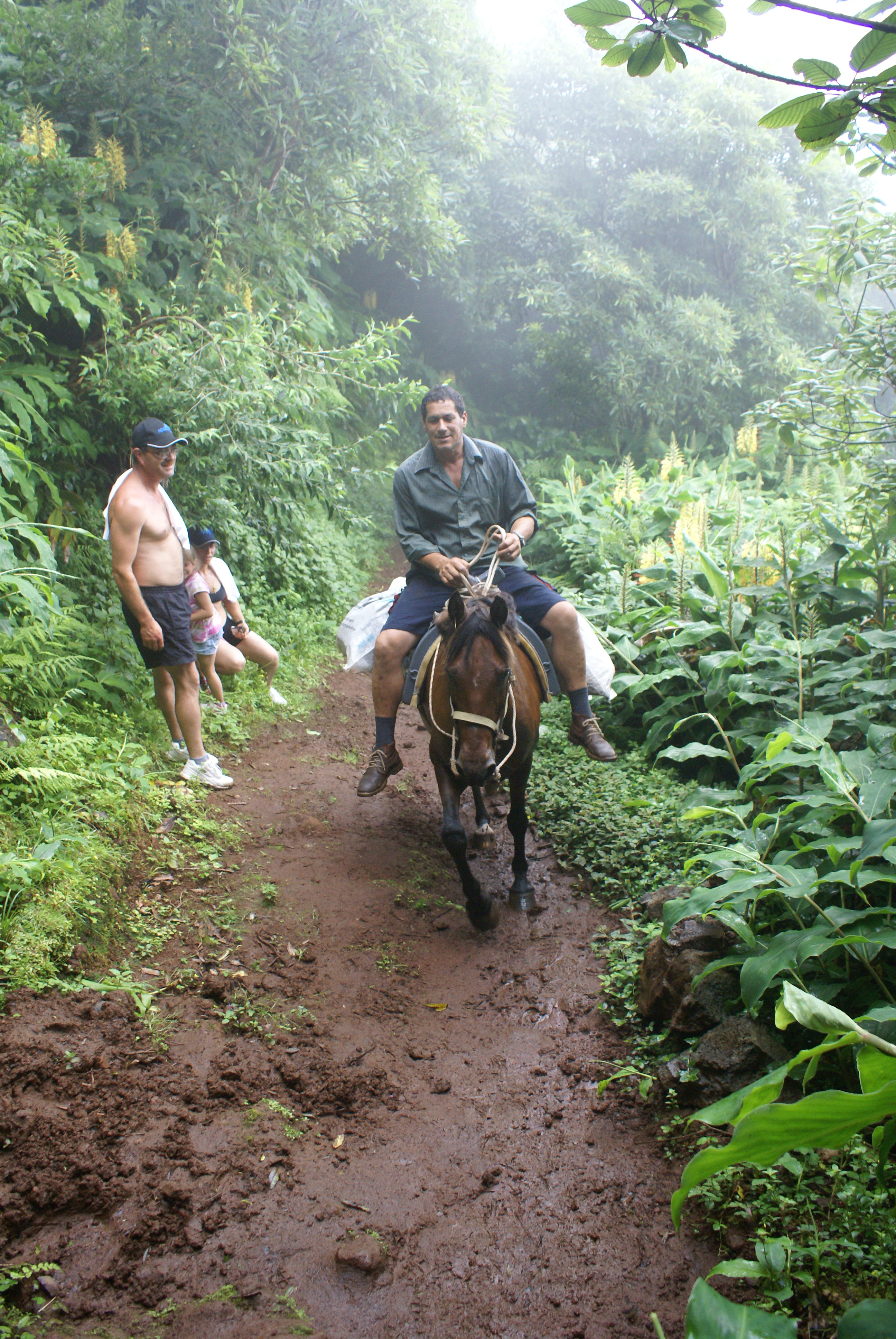
Fajã João Dias, um dos meios de transporte, destaque para o nevoeiro.

A Fajã de João Dias é uma fajã portuguesa que pertence à freguesia dos Rosais, Concelho de Velas e situa-se na costa Norte da ilha de São Jorge, Açores.
O caminho que lha dá acesso, é uma vereda estreita e bastante inclinado, que começa numa pastagem à beira da rocha, leva cerca de 35 minutos a descer e 60 minutos a subir. Esta vereda apresenta uma riquíssima variedade de flora característica da macaronésia ao longo de todo o seu percurso, destacando-se a costumada variedade de espécies escalonadas pela altitude.
Ao longo do tempo o parque habitacional desta fajã tem variado tanto no número de habitações como na sua qualidade de construção. Houve uma altura em que tem à volta de 17 casas de arquitectura já antigas, e mais de trinta e uma de estilo mais moderno, algumas ruínas e também alguns palheiros.
Durante muito tempo teve apenas um habitante durante todo o ano.
Esta fajã de João Dias é pobre em água, não tem ribeiras e tinha apenas uma fonte, o que obrigou a que todas as casas tivessem cisternas para aparar a água da chuva.
Antes do terramoto de 1980, (1 de Janeiro de 1980) existia nesta fajã uma fonte que com o tempo e provavelmente devido às convulsões geológicas acabou por secar.
Actualmente existe um poço de baixa-mar que ocasionalmente os habitantes de fajã limpam para obterem água potável além da sempre presente água canalizada.
Corria o ano de 1990 foi aqui construída uma ermida dedicada a São João Evangelista, a Ermida de São João Evangelista.
Não tem porto de pesca, o que implica que os barcos existentes nesta fajã sejam varados na baía da Fajã do Calhau Rolado, ali próxima. A pesca é feita de cana com anzóis e os peixes mais apanhados são a anchova, a salema, o sargo e o mero.  Existem muitos cagarros e piriquitos, estes últimos em estado selvagem.

## Galeria

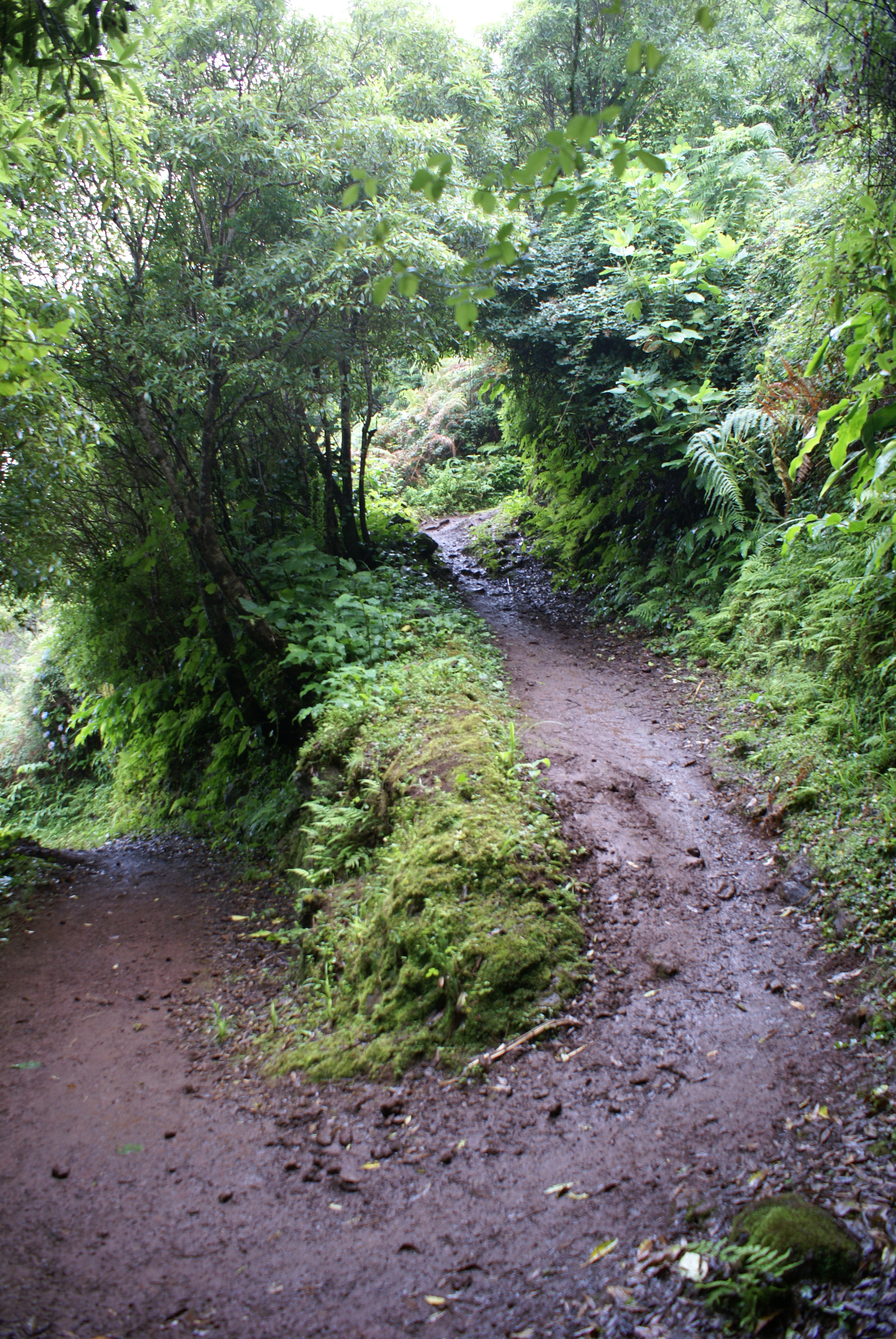
Fajã João Dias, aspecto do trilho de acesso.